# 鸟的故事 (1986年游戏)
《鸟的故事》是一款由Lenar公司制作，东芝EMI发行的生活模拟游戏。本游戏于1986年6月3日FC游戏机发行。
玩家控制着一隻小鸟。它要喂蝴蝶给自己的小鸟，来抚养它们长大离开鸟巢。玩家控制的小鳥要避開麻鷹和其他動物的襲擊。